# Onthophagus serienotatus
Onthophagus serienotatus là một loài bọ cánh cứng trong họ Bọ hung (Scarabaeidae).